# 飯田則子
飯田 則子（いいだ のりこ、1944年8月24日 - 2021年11月15日）は、日本の音楽プロデューサー、イベントプロデューサー、企画プロデューサー。株式会社マイピクセル、株式会社ディーピーエヌ、株式会社ユニバァーサル音楽出版などの代表取締役などを務めた。
埼玉県浦和市（現さいたま市）出身。埼玉県立浦和第一女子高等学校、学校法人池坊学園師範科卒業。

## 経歴

### タレントからテレビ業界へ
日本テレビ系列『踊って歌って大合戦』司会アシスタントや、サントリーのウイスキー「サントリーレッド」CF出演などのタレント活動を行いながら「劇団仲間」に研究生として所属。その後博報堂に勤務し、フジテレビ系列『小川宏ショー』番組内での東芝提供の生CMなどを担当する。1967年、日本テレビ放送網株式会社に最初はアルバイトで入社。芸能局演出第4部に所属し『どんとこい、天才!』などの番組をアシスタントディレクターとして担当する。

### 日テレ音楽時代
1969年、日本テレビ音楽株式会社が創立された際に入社。創立と同時に移籍。『スター誕生!』関連歌手のレコードプロデュースや、ドラマ『太陽にほえろ!』、『探偵物語』、『火曜サスペンス劇場』などの主題歌、背景音楽のプロデュースを担当。作編曲家の大野雄二、作詞家阿久悠ら、当時活躍した第一線の作詞作曲編曲家と共に数多くの作品を手がける。

### 日テレ音楽退職後
1983年に日本テレビ音楽を退社。株式会社ライトリンクスコーポレーションを設立し取締役に就任。友であり仲間の山本又一朗の株式会社フィルムリンク（現在のフィルムリンク・インターナショナル）が映画製作を行い、株式会社ライトリンクスコーポレーションが音楽を担当するという業務形態でスタートする。
また、株式会社ライトジャパンを創立し、こちらは代表取締役に就任。森高千里、KAN、桃井かおり、沢田亜矢子、坂上忍、大和田伸也などのマネージメント業務も開始する。同時にバップ、ビクター音楽産業株式会社（現在のビクターエンタテインメント）、東芝EMI株式会社（現在のEMIミュージック・ジャパン）、株式会社CBS・ソニー（1988年3月に現在のソニー・ミュージックエンタテインメントに吸収合併）、ポニーキャニオンにおいて契約プロデューサーとなる。
イスラエルの大富豪メシュラム・リクリスと契約し、夫人のピア・ザドラ（Pia Zadora）のアジア地域マネージャーを2年間勤める。1984年開催の第13回東京音楽祭にて、ピア・ザドラの『ワイルド・ドリーム』が金賞を受賞し、その責任を果たした。
この間、欧米と日本を往復し様々なビジネスも手がける。
また、音楽著作物の管理業務を行う音楽出版社、株式会社ユニバァーサル音楽出版の代表取締役に就任。レコード、映画、VTR製作の音楽プロデュースを多数手がける。
1988年、ライトリンクスコーポレーションを株式会社ヤングジャパングループに売却し、テレビ番組の音楽製作やオリジナルビデオの製作協力などを行う株式会社ソーラーカンパニーに取締役として就任。また、株式会社スペースプロデュースにおいて契約プロデューサーとして、東京ベイNKホール他、病院やレストラン等の空間プロデュースを行うかたわら、IWS国際羊毛事務局（現在のオーストラリアン・ウール・イノベーション「AWI」）の『メリノジャパン』の企画製作協力なども手がけ、仕事のジャンルを広げる。
有限会社セシールエンタープライズ（現在の株式会社セシールビジネス＆スタッフィング）と契約し、『結婚』（1993年）、『レッスン LESSON』（1994年）などの映画・オリジナルビデオの音楽プロデュースを担当する。
1998年には東日本ハウス（現在の日本ハウスホールディングス）とも契約し、映画『プライド・運命の瞬間』（1998年）の音楽プロデュース、宣伝プロデュースを手がける。
この頃は当時博報堂（元松竹）の映画プロデューサーであった中川完治の作る映画の殆ど全てに音楽プロデューサーとして起用された。
またこの頃から、波乃久里子、井上堯之、井上純一ほかのアーティスト・マネージメント業も再開する。

### ネット事業参入
2000年に佐々木隆一の紹介で前多俊宏に出会いエムティーアイの顧問に就任の傍ら、株式会社マイピクセルの代表取締役に就任。携帯、インターネット配信事業に参入し、2001年には株式会社デジタル･パブリッシング・ネットワークス（現在の株式会社ディーピーエヌ）の代表取締役に就任。
2007年にはディーピーエヌに芸能事業部を設部し、波乃久里子、麻丘めぐみ、市川春猿ほかのアーティスト・マネージメント業務を始めていた。

### 死没
2021年11月16日、東京都中央区の自宅で倒れているところを発見され、病院へ救急搬送されたが死亡が確認された。死因は不明であるが、急病死と見られている。診断による死亡日は11月15日。77歳没。生涯独身だった。

## エピソード
- 創立された当初の日本テレビ音楽には独立した部屋も事務所もなく、社長をはじめ全員が日本テレビと兼務していた。もともと日本テレビの番組ADだった飯田が唯一の専任で（同社の第一号社員）、彼女の席の上に「日本テレビ音楽」と書かれた看板が天井からぶら下がっているだけだった。
- 当時のテレビドラマの背景音楽は、限られた著名な作曲家で占められていたが、音楽のプロではない飯田は音楽から入らずに逆に脚本から入った。脚本を繰り返し読み込んでいくうちに背景音楽の有無からプロデュースしていく仕事ぶりであった。従って起用する作曲家の顔ぶれも変わり、ジャンルに囚われずに若手を起用することが多くなった。特に単発ドラマに主題歌をつけることは『火曜サスペンス劇場』以前には皆無であり、「毎回テーマやストーリーの異なるドラマにはテーマ曲は出来ない」という既成概念が広く定着していたが、『火曜サスペンス劇場』の音楽を担当した際、岩崎宏美を起用したテーマ曲「聖母たちのララバイ」を制作し、この既成概念を破った。飯田はこのテーマ曲を様々にアレンジし、ドラマ内の様々なシーンの背景音楽（劇中曲）に使うという、当時はまだあまりなかった手法を用いて楽曲の印象がより多く残るようにした。「中の絵は違っても、額縁であるテーマ曲を共通化する（飯田談）」ということで、番組自体の定着化に音楽が貢献するという例になった。
- 中村雅俊は青春ドラマ『われら青春!』の主役に抜擢され、自身が歌う主題歌と共に人気を獲得したが、当時民放の後発であり専属の原盤契約歌手のいなかった飯田ら日本テレビ音楽の「ドラマの主演俳優に劇中歌を歌わせる」という戦略によるところが大きい。なお、中村雅俊が飯田に「もし曲がヒットしたらビートルズに会わせてくれ」と言ったことから、イギリスに連れて行ってジョージ・ハリスン邸で会見したというエピソードもある。
- 株式会社ユニバァーサル音楽出版の代表取締役でありながら、1992年に社団法人音楽出版社協会（略称：MPA）主催の「音楽著作権管理者養成講座」第2期を修了。自ら若手に交じりもう一度勉強し直した。
- 1990年頃にテレビで熱気球を見て乗りたくなり、熱気球を使った企画を考える。その頃日本で行われた第3回世界陸上競技選手権大会のPRキャンペーンとして、熱気球を使う企画を日本テレビに持ち込み、アディダス社（当時はデサントが日本の代理店。現在のアディダス・ジャパン株式会社）とスポンサー契約を獲得。飯田自身が熱気球「アスリスター号」の製作や運行の仕事をして、「熱気球に乗る」という夢を果たした。
- デビュー前の森高千里は、上京した際飯田の家に下宿し、高校に通っていた。
- カラオケが嫌い。理由はあまりに多くの楽曲に仕事上関わっているため、自分が関わった曲を必ずといっていいほど耳にしてしまうから。すると「ああすればもっと良かったのに」などと反省ばかり出てきて、楽しめないという。
- 食いしん坊。知らない土地や海外でもいいレストランやバーを見つけるので、周囲から「妖怪アンテナ」ならぬ「『美味しいものアンテナ』を持っている」と言われる。

## 手がけた作品・アーティスト

### テレビ番組
- 24時間テレビ『愛は地球を救う』
- 『赤き血のイレブン』
- 『池中玄太80キロⅡ』
- 『いろはの"い"』
- 『黄金の犬』
- 『おてんきボーイズ』（『ひらけ!ポンキッキ』内で放送）
- 『男一匹ガキ大将』
- 『男どアホウ!甲子園』
- 『おはよう!こどもショー』
- 『俺たちは天使だ!』
- 『おれは男だ!』
- 『火曜サスペンス劇場』
- 『傷だらけの天使』
- ドラマスペシャル『刑事』（フジテレビ製作）
- 『警視-K』
- 『子連れ狼』
- 『西遊記』
- 『新オバケのQ太郎』
- 『水滸伝』
- 『スーパーロボット マッハバロン』
- 『水曜グランドロマン』
- 『スター誕生!』
- 『前略おふくろ様』
- 『大激闘マッドポリス'80』
- 『大追跡』
- 『大都会』
- 『太陽にほえろ!』
- 『太陽の使者 鉄人28号』
- 『宝島』
- 『探偵物語』
- 『小さなスーパーマン ガンバロン』
- 『ちょっとマイウェイ』
- 『鉄腕アトム』
- 『ドラえもん』
- 『熱中時代』
- 『ひまわりの詩』
- 『プロハンター』
- 『冬物語』
- 『ベルサイユのばら』
- 『ほおずきの唄』
- 『炎の犬』
- 『ゆうひが丘の総理大臣』
- 『ルパン三世（新）』

### アーティスト
- 青い三角定規
- ANKH（アンク）
- 石野真子
- 伊藤咲子
- 井上純一
- 岩崎宏美
- 岩崎良美
- 岡田有希子
- 小野寺昭
- カーメン・キャバレロ
- 柏原芳恵（柏原よしえ）
- 片平なぎさ
- KAN
- 神田正輝
- ギャル
- QUARTER BUDDY'S （クォーターバディーズ）
- クラフト
- クリエイション(クリエーション)
- グレープ
- 黒木真由美
- 小泉今日子
- ゴダイゴ
- 斎藤こず恵
- 坂上忍
- 沢田亜矢子
- しのづかまゆみ（篠塚満由美）
- 渋谷哲平
- 清水由貴子
- JOHNNYS' ジュニア・スペシャル
- SHŌGUN
- 杉村尚美
- セイントフォー
- ソニア・ローザ
- ダ・カーポ
- 田中健
- 田中好子
- トランザム
- 中村雅俊
- 中森明菜
- 西田敏行
- パティ
- HIT☆BOY（バンド）
- 早瀬優香子
- 原田芳雄
- パル（PAL）
- PANSY（パンジー）
- ピア・ザドラ
- VIP
- ビリー・バンバン
- ピンク・レディー
- フォー・クローバース
- フォーリーブス
- 藤竜也
- ブレッド&バター
- ペドロ&カプリシャス
- 松崎しげる
- 松田優作
- 水谷豊
- 南陽子
- 桃井かおり
- 森高千里
- 森田健作
- 森昌子
- 森山加代子
- 山口百恵
- 横浜銀蝿
- 渡辺徹

### 映画
- 『ベルサイユのばら』（1979年実写版）
- 『小説吉田学校』（1983年）
- 『ゴルゴ13』（1983年劇場版アニメ）
- 『海に降る雪』（1984年）
- 『旅芝居行進曲』（1984年）
- 『ピラミッドの彼方に　ホワイト・ライオン伝説』（1988年）
- 『結婚』（1993年）
- 『レッスン LESSON』（1994年）
- 『美味しんぼ』（1996年）
- 『プライド・運命の瞬間』（1998年）

### オリジナルビデオ
- 『神秘の街への招待状』（1992年）
- 『部屋とＹシャツと私』（1993年）
- 『私のサンタボーイ』（1988年）

### CD
- 『火曜サスペンス劇場1990』（1990年）企画プロデュース

### イベント
- フジテレビアナウンサー朗読イベント『ラヴシーン』（1996年～）企画制作
- 第3回世界陸上競技選手権大会のPRキャンペーン、熱気球「アスリスター号」の企画・製作・運行（1991年）
- 『メリノジャパン』の企画製作協力

### 書籍
- 『ストーンパワーの秘密―みるみる願いごとがかなう』（1992年）
- 『宝塚の卒業生たち―昭和のベルサイユのばら』（1993年）